# Brzozowo (powiat grajewski)
Brzozowo (do końca 2017 roku Brzozowa) – wieś w Polsce położona w województwie podlaskim, w powiecie grajewskim, w gminie Grajewo.
W latach 1975–1998 miejscowość należała administracyjnie do województwa łomżyńskiego.